# Col·legi Pius XII
Col·legi Pius XII és una escola privada concertada situada al carrer Arquitecte Bennàssar, núm. 33 de Palma (Mallorca), que ofereix ensenyament primari, secundari obligatori amb ensenyament en català. Fou fundada en 1962 pels frares carmelites. Ha editat la revista El Lleó de Pius XII. En ella hi ha estudiat personatges com Mateu Morro Marcé. El 1993 guanyà un dels Premis 31 de desembre.